# Fodé Mansaré
Fodé Mansaré, né le 3 septembre 1981 à Conakry, est un footballeur international guinéen.

## Biographie

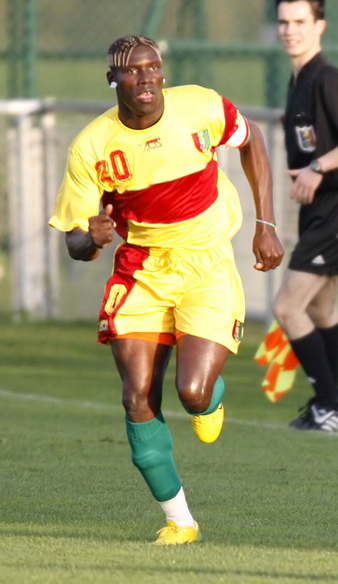
Mansaré avec la sélection en 2006

Il commence le football au club des Elephants Coleah où il joue quelques années. Il joue ensuite à l'Atletico Coleah. En 1996, âgé de 15 ans, Mansaré part en compagnie de son « père adoptif » en France à Ajaccio,. Il évolue pendant deux ans et demi au Gazélec Football Club Olympique Ajaccio, où il commence en moins de 17 ans puis joue ensuite dans l'équipe de National (3e division).
Lors d'un match entre le Gazélec et Montpellier, il est repéré par Fleury Di Nallo, ancien joueur, dorénavant entraîneur des moins de 17 ans et recruteur du MHSC, qui le fait venir à Montpellier, où il commence à jouer en -17 ans. Pendant près de trois ans, Mansaré progresse au centre de formation et signe son premier contrat professionnel pour une durée de 4 ans. Le 27 juillet 2001, il joue son premier match chez les professionnels en Ligue 1 contre l'Olympique de Marseille au stade de la Mosson (1-1). Il a très vite la confiance de Michel Mézy et effectue plusieurs rencontres où il marque. Son aisance technique est remarquée, bien qu'il ne brille que par intermittence. D'entraîneurs en entraîneurs (Mezy, Bernardet, Nouzaret, Domergue), Fodé reste l'un des principaux éléments de l'équipe Montpelliéraine.
En juin 2005, il signe au Toulouse Football Club, sous l'impulsion de son agent Sébastien Frapolli, pour une durée de 4 ans. Pilier du club, Élie Baup le fait jouer attaquant (ailier au lieu de milieu offensif gauche) en soutien de l'attaquant de pointe : Johan Elmander puis André-Pierre Gignac ; Daniel Braaten est recruté pour le côté droit. En 2009, Alain Casanova recentre le jeu avec des milieux défensifs dans l'axe, comme Moussa Sissoko. Il n'est plus titulaire et se blesse sérieusement. De plus en 2009, son niveau anormalement faible alerte la LFP qui songe à un vaste réseau de paris truqués. Il sera néanmoins blanchi en mai 2009. Surtout, Franck Tabanou, milieu gauche plus défensif et formé au club, lui est préféré. Son agent, Sébastien Frapolli, propose un prêt avec option d'achat au club anglais de Wolverhampton, qui se rétracte. À cause des intempéries et de l'annulation des entraînements, le club anglais ne peut juger de sa forme physique.
En mai 2011, quelques semaines avant la fin de son contrat avec le TFC, Fodé Mansaré est victime d’une rupture du ligament antérieur du genou droit. Bien qu'il ait demandé une prolongation de contrat de la part de son club, le TFC ne prolongera pas son contrat à l'issue de la saison.
Il évolue d'août 2013 à janvier 2014 dans le club espagnol de CP Cacereño.

## Statistiques
| Saison                | Club                  | Championnat           | Championnat | Championnat | Coupe(s) nationale(s) | Coupe(s) nationale(s) | Compétition(s) continentale(s) | Compétition(s) continentale(s) | Compétition(s) continentale(s) | Total | Total |
| Saison                | Club                  | Division              | M.          | B.          | M.                    | B.                    | Comp.                          | M.                             | B.                             | M.    | B.    |
| 2000-2001             | Montpellier HSC       | Ligue 2               | 0           | 0           | 1                     | 0                     | -                              | -                              | -                              | 1     | 0     |
| 2001-2002             | Montpellier HSC       | Ligue 1               | 28          | 3           | 2                     | 0                     | -                              | -                              | -                              | 30    | 3     |
| 2002-2003             | Montpellier HSC       | Ligue 1               | 30          | 4           | 1                     | 0                     | -                              | -                              | -                              | 31    | 4     |
| 2003-2004             | Montpellier HSC       | Ligue 1               | 29          | 2           | 1                     | 0                     | -                              | -                              | -                              | 30    | 2     |
| 2004-2005             | Montpellier HSC       | Ligue 2               | 34          | 5           | 2                     | 1                     | -                              | -                              | -                              | 36    | 6     |
| 2005-2006             | Toulouse FC           | Ligue 1               | 23          | 1           | 1                     | 1                     | -                              | -                              | -                              | 24    | 2     |
| 2006-2007             | Toulouse FC           | Ligue 1               | 32          | 4           | 3                     | 0                     | -                              | -                              | -                              | 35    | 4     |
| 2007-2008             | Toulouse FC           | Ligue 1               | 29          | 1           | 2                     | 0                     | C1+C3                          | 1+5                            | 0+1                            | 37    | 2     |
| 2008-2009             | Toulouse FC           | Ligue 1               | 18          | 1           | 2                     | 0                     | -                              | -                              | -                              | 20    | 1     |
| 2009-2010             | Toulouse FC           | Ligue 1               | 8           | 0           | 0                     | 0                     | C3                             | 3                              | 1                              | 11    | 1     |
| 2010-2011             | Toulouse FC           | Ligue 1               | 25          | 0           | 2                     | 1                     | -                              | -                              | -                              | 27    | 1     |
| Total sur la carrière | Total sur la carrière | Total sur la carrière | 256         | 21          | 17                    | 3                     | -                              | 9                              | 2                              | 282   | 26    |